# 15 cm sFH 13
15 cm sFH 13, полное наименование 15 cm schwere Feldhaubitze 1913 (нем. 15 см тяжёлая полевая гаубица 1913 года) — немецкая тяжёлая гаубица времён обеих мировых войн. Также состояла на вооружении Турции, Бельгии и Нидерландов.

## История
Данная гаубица пришла на замену гаубице того же калибра 15 cm sFH 02. За счёт увеличения длины ствола с теми же боеприпасами ресурс ствола вырос на 15%. До конца войны гаубица состояла на вооружении Германской империи, после Версальского мира большая часть этих орудий была передана Бельгии и Нидерландам в качестве военных репараций (в Бельгии они получили наименование Obusier de 150 L/17).
До 1933 года она оставалась единственным типом тяжёлого оружия, которое скрывали немцы. В 1933 году после прихода национал-социалистов к власти новой гаубицей по стандарту стала 15 cm sFH 18, а старая гаубица образца 1913 года была сдана в резервные подразделения. На 1 сентября 1939 года в Вермахте числилось 696 таких гаубиц. На начальном этапе Второй мировой войны батареи этих гаубиц участвовали в артобстрелах в ходе оккупации Голландии, Бельгии, Франции и Люксембурга. Захваченные трофейные гаубицы получили кодовые обозначения 15 cm sFH 409(b) (бельгийские) и 406(h) (голландские).
В июне 1942 года 30 полевых орудий были установлены на САУ 15 cm sFH 13/1(SF) auf GW Lorraine Schlepper (f), переделанных из французских трофейных бронетранспортеров Lorraine 37L, которые в июле-августе отправились в Северную Африку. В июле были переделаны ещё 64 машины. На 1 августа 1942 года в Вермахте числились 94 машины. В ноябре списали 19 установок. На 1 февраля 1943 года на балансе оставалось 75 САУ. В феврале 1943 года было списано еще 12 штук. К началу 1944 года в войсках было 63 САУ. Часть из них получила вновь сформированная летом 1943 года 21-я танковая дивизия, участвовавшая в обороне Нормандии. На тот момент во Франции находилось не менее 54 САУ.
Масса каждой гаубицы превышала 2,2 т, стрельба снарядами массой примерно 39,17 кг могла вестись на расстоянии до 8900 м.

## Галерея
- Самоходное орудие со 150-мм гаубицей в военном музее Армии США
- Батарея гаубиц sFH 13 в битве при Аррасе 1917 года

## Аналоги
- 6-дюймовая гаубица образца 1915 года